# Kuba na Mistrzostwach Świata w Lekkoatletyce 2013
Kuba na Mistrzostwach Świata w Lekkoatletyce 2013 – reprezentacja Kuby podczas czempionatu w Moskwie liczyła 25 zawodników.

## Występy reprezentantów Kuby

### Mężczyźni

#### Konkurencje biegowe
| Konkurencja                 | Zawodnik                                                                                | Runda 1  | Runda 1 | Półfinał   | Półfinał | Finał    | Finał   |
| Konkurencja                 | Zawodnik                                                                                | Rezultat | Pozycja | Rezultat   | Pozycja  | Rezultat | Pozycja |
| --------------------------- | --------------------------------------------------------------------------------------- | -------- | ------- | ---------- | -------- | -------- | ------- |
| Bieg na 400 m               | Yoandys Lescay                                                                          | DSQ      | DSQ     | NQ         | NQ       | NQ       | NQ      |
| Bieg na 800 m               | Andy González                                                                           | 1:46,80  | 16.     | NQ         | NQ       | NQ       | NQ      |
| Bieg na 110 m przez płotki  | Orlando Ortega                                                                          | 13,69    | 25.     | NQ         | NQ       | NQ       | NQ      |
| Bieg na 110 m przez płotki  | Ignacio Morales                                                                         | 13,59    | 20.     | NQ         | NQ       | NQ       | NQ      |
| Bieg na 400 m przez płotki  | Omar Cisneros                                                                           | 49,87    | 19. Q   | 47,93 (WL) | 1. Q     | 48,12    | 4.      |
| Sztafeta 4 × 400 m mężczyzn | Raidel Acea Omar Cisneros Yoandys Lescay Osmaidel Pellicier Orestes Rodriguez Noel Ruíz | 3:04,26  | 17.     | —          | —        | NQ       | NQ      |

#### Konkurencje techniczne
| Konkurencja    | Zawodnik             | Eliminacje | Eliminacje | Finał     | Finał   |
| Konkurencja    | Zawodnik             | Rezultat   | Pozycja    | Rezultat  | Pozycja |
| -------------- | -------------------- | ---------- | ---------- | --------- | ------- |
| Skok o tyczce  | Lázaro Borges        | 5,40       | 21.        | NQ        | NQ      |
| Trójskok       | Pedro Pablo Pichardo | 17,06      | 5. Q       | 17,68     | srebro  |
| Rzut dyskiem   | Jorge Fernández      | 64,86      | 4. q       | 62,88     | 10.     |
| Rzut młotem    | Roberto Janet        | 71,73      | 23.        | NQ        | NQ      |
| Rzut oszczepem | Guillermo Martínez   | 79,67      | 16.        | NQ        | NQ      |
| Dziesięciobój  | Leonel Suárez        | —          | —          | 8317 (SB) | 10.     |

### Kobiety

#### Konkurencje biegowe
| Konkurencja   | Zawodnik          | Runda 1  | Runda 1 | Półfinał | Półfinał | Finał    | Finał   |
| Konkurencja   | Zawodnik          | Rezultat | Pozycja | Rezultat | Pozycja  | Rezultat | Pozycja |
| ------------- | ----------------- | -------- | ------- | -------- | -------- | -------- | ------- |
| Bieg na 800 m | Rose Mary Almanza | 2:00,27  | 12. q   | 2:00,98  | 11.      | NQ       | NQ      |

#### Konkurencje techniczne
| Konkurencja    | Zawodnik           | Eliminacje | Eliminacje | Finał      | Finał   |
| Konkurencja    | Zawodnik           | Rezultat   | Pozycja    | Rezultat   | Pozycja |
| -------------- | ------------------ | ---------- | ---------- | ---------- | ------- |
| Skok o tyczce  | Yarisley Silva     | 4,55       | 9. q       | 4,82       | brąz    |
| Trójskok       | Mabel Gay          | 14,17      | 8. q       | 14,45 (SB) | 5.      |
| Pchnięcie kulą | Yaniuvis López     | 16,82      | 25.        | NQ         | NQ      |
| Rzut dyskiem   | Yarelis Barrios    | 63,63      | 2. Q       | 64,96      | brąz    |
| Rzut dyskiem   | Yaime Pérez        | 60,33      | 11. q      | 62,39      | 11.     |
| Rzut dyskiem   | Denia Caballero    | 60,14      | 12. q      | 62,80      | 8.      |
| Rzut młotem    | Yipsi Moreno       | 71,69      | 9. q       | 72,68 (SB) | 6.      |
| Siedmiobój     | Yorgelis Rodríguez | —          | —          | 6148       | 12.     |